# 泡形碘泡虫
泡形碘泡虫（学名：Myxobolus vesiformis）为碘泡科碘泡虫属的动物。在中国，分布于湖北、浙江等，营寄生生活，寄生在鳃（大鳍橘、兴凯橘）、肾（大鳍橘）。